# 長島壩站
長島壩站（日语：／ Nagashima-Damu eki */?）是位於靜岡縣榛原郡川根本町犬間，大井川鐵道的井川線車站。此站最接近長島壩。

## 歷史
- 1990年（平成2年）10月2日：隨著建設長島水壩，此站啟用。

## 車站構造
此站是地面車站，設有2面2線的相對式月台，可進行列車交會。在千頭一方設有Abt式機車專用的留置線。

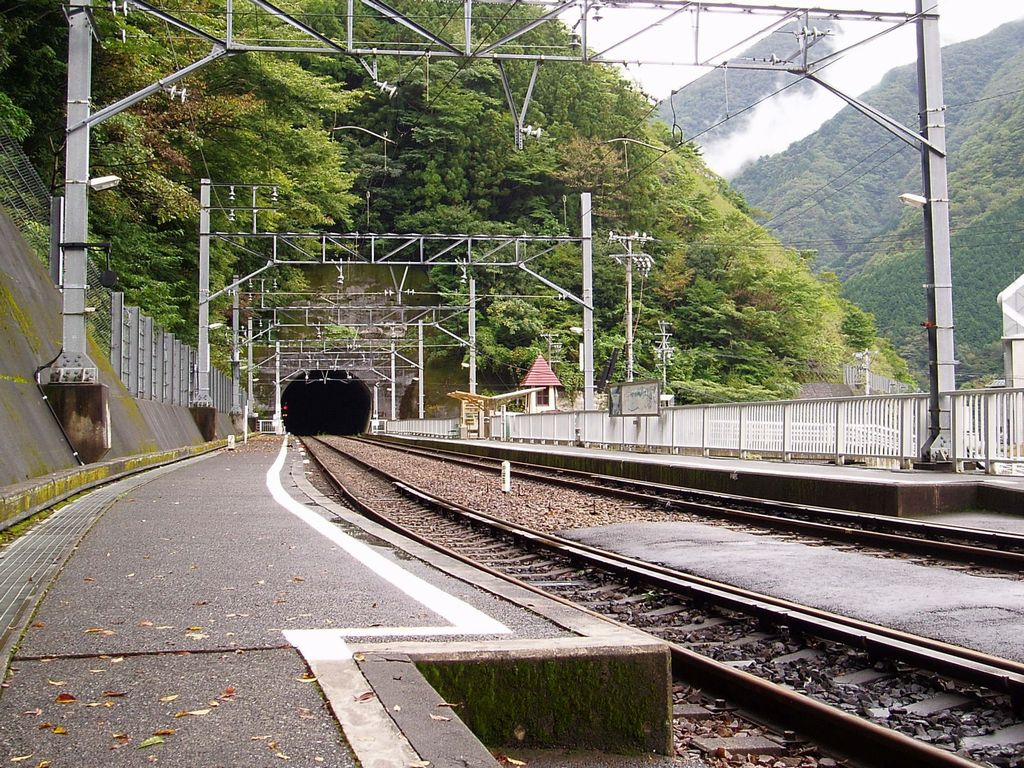
站內
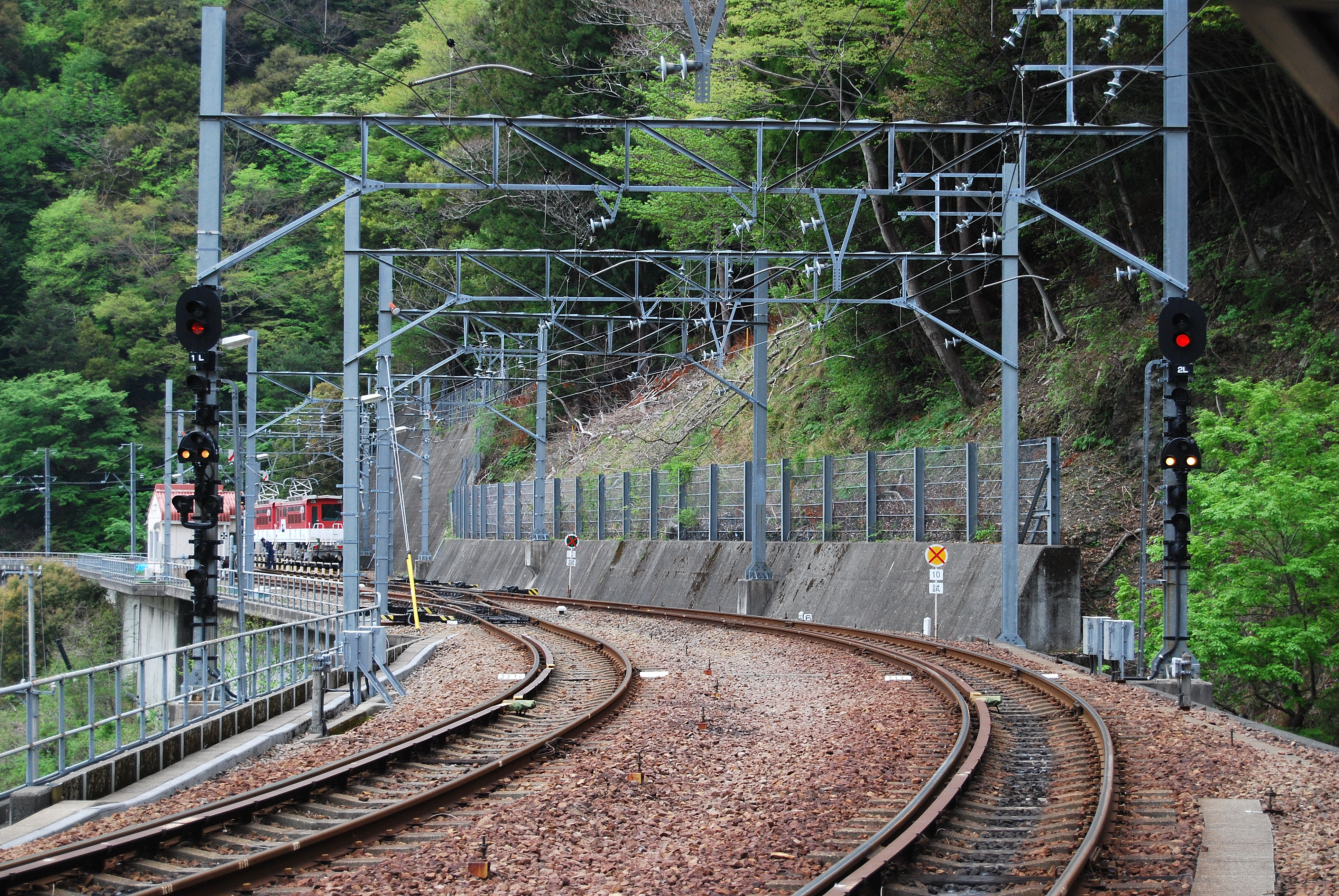
月台望向千頭方向，可看見Abt式電氣機車停泊在留置線中。
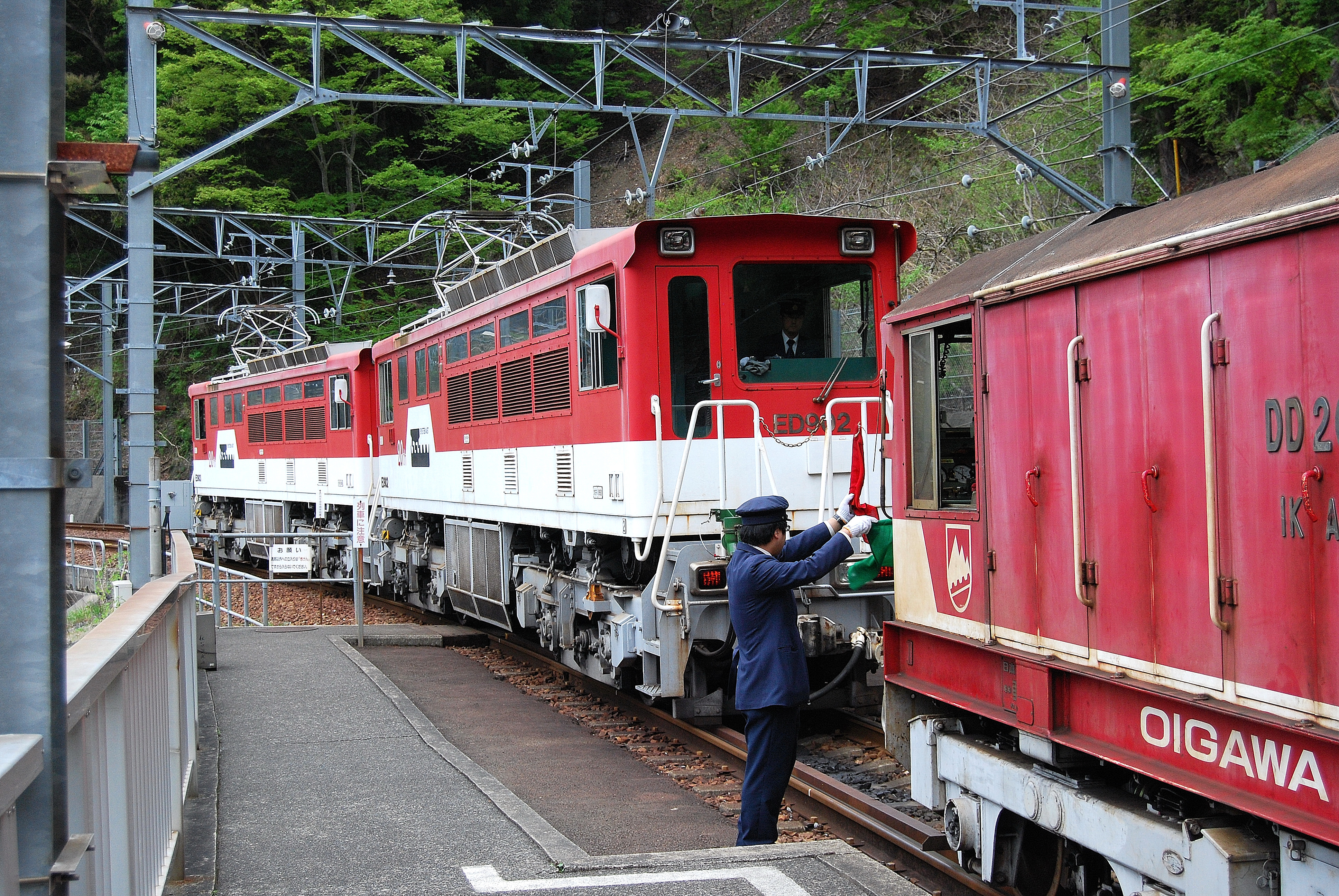
井川線上行列車的機車（山腳一方）連結ED90形Abt式電力機車。

## 車站周邊
- 長島水壩（日语：長島ダム）[1][2]
- 長島水壩親睦館
- 接岨湖（因建設長島水壩而造成的人造湖）
- 靜岡縣道388號接岨峽線（日语：静岡県道388号接岨峡線）
- 舊寄倉隧道(舊井川線隧道，3分之1改為行人道)

## 其他
- 在月台上可看見長島壩，也可觀看Abt式斜坡區間。
- 在ABT市代車站至此站附近的舊走線中設有隧道，當中改裝為行人道，愛稱為神秘隧道。隧道內沒有照明，步行時需要帶備電筒。（電筒可於長島水壩親睦館或ABT市代站租借）

## 相鄰車站
大井川鐵道
井川線
ABT市代－長島壩－平田

## 注腳
1. ↑  アクセス ／国土交通省　長島ダム （页面存档备份，存于）（日語） - 國土交通省
2. ↑  長島ダム | 大井川で逢いましょう。 （页面存档备份，存于）（日語）

## 外部連結
- 大井川鐵道 （页面存档备份，存于）（日語）
- 國土交通省 長島水壩 （页面存档备份，存于）（日語）